# Тежки крайцери тип „Вейнтисинко де Майо“
Вейнтисинко де Майо (на испански: Veinticinco de Mayo) са тип тежки крайцери на ВМС на Аржентина. Всичко от проекта са построени 2 единици: „Вейнтисинко де Майо“ (на испански: ARA Veinticinco de Mayo (C-2)) и „Алмиранте Браун“ (на испански: ARA Almirante Brown (C-1)). Построени са в Италия, стават първите и последни тежки крайцери на Аржентина. В периода 1930 – 1940 година са най-мощните и съвременни крайцери в Латинска Америка. Никога не са участвали в бойни действия.

## История на създаването
Към края на 1920-те години Аржентина разполага с най-многобройните ВМС в Латинска Америка. Обаче ако гръбнакът на флота е представен от относително съвременните линкори от типа „Ривадавиа“ (на испански: Rivadavia), то състоянието на крайцерските сили е плачевно. В състава на флота се числят 6 крайцера – 4 броненосни и 2 бронепалубни постройка 1892 – 1898 г. В описвания период те са съвсем остарели и имат едва ли не само музейно значение. Що се касае традиционните противници на Аржентина, то положението при флота на Чили не е по-добро. В строя им има 2 броненосни и 4 бронепалубни крайцера постройка 1890 – 1898 г., с не по-голяма ценност, отколкото на аржентинските. Обаче флотът на другия традиционен противник – Бразилия, освен един остарял крайцер, разполага с двете единици на типа „Байя“ (на португалски: Bahia) – много по-съвършени кораби, построени през 1910 г. – слабо въоръжени, но носещи парни турбини, което им позволява с лекота да избягат на всеки един от аржентинските кораби. Тъй като възможността от война с тези държави се счита за реална, подобно съотношение при крайцерските сили се смята за нетърпимо.
Аржентина през първата половина на XX век се счита за сравнително процъфтяваща държава и влиза в първата десетка на най-големите икономики в света по обем БНП. През 1926 г. е приета десетилетна програма за обновление на флота на стойност 75 милиона златни песос, в рамките на която се предполага строителството на 3 тежки крайцера. Неразполагащата с развито корабостроене, Аржентина обявява международен конкурс, в който вземат участие традиционните доставчици на аржентинския флот от Великобритания и САЩ. Обаче за удивление на обществеността конкурсът е спечелен от италианската компания Odero-Terni-Orlando. На 5 май 1927 г. в Лондон е подписан официален контракт. От Аржентина го подписва адмирал Исмаел Галиндас, от OTO президентът на групата Луиджи Орландо. OTO получава поръчка за два кораба, на обща стойност 2,45 млн. паунда. „Алмиранте Браун“ струва на Аржентина 1,123 млн., систершипът му – 1,225 млн. паунда. Аржентина не се отказва и от строителството на трети крайцер, но решават да пренесат поръчката за в бъдеще, когато се очаква подобряване на финансовото положение. В крайна сметка вместо трети кораб от серията във Великобритания е поръчан лекият крайцер „Ла Архентина“ (на испански: La Argentina).

## Конструкция
Победилият в конкурса италиански проект се основава на конструктивните решения от тежките крайцери от типа „Тренто“. Два кораба от този тип са поръчани за Кралските ВМС на Италия през 1924 г. Това са типични тежки крайцери от първото поколение, с всичките им присъщи за тази генерация крайцери недостатъци, а също и с характерната им италианска специфика.
В проекта „Тренто“ основен залог се прави на скоростта и воденето на артилерийски бой на големи дистанции. Корпусът на корабите традиционно се оказва слаб. Далечината на плаване и мореходността са отново пренебрегнати от италианските конструктори, считайки тези характеристики за малозначими за Средиземноморския ТВД, броневата защита е разчитана на противостояние на 155-мм оръдия на новите леки крайцери на френския флот от типа „Дюге Труен“. В отличие от болшинството си съвременници, крайцерите от типа „Тренто“ имат доста мощна, по мерките на 1920-те години, система за ПВО. Всички тези особености плавно са пренесени в проекта „Алмиранте Браун“, който става мащабно намален „Тренто“. Новият кораб много напомня италианския прототип външно, макар да има само един комин, бронирането и въоръжението също са пропорционално отслабени.

### Корпус и архитектура
Крайцерите от типа „Вейнтисинко де Майо“ имат корпус с полубак и клиперен форщевен и носов бълб. Корпусът има слаб подем към носовата част, полубакът заема над 70%. Отношението на дължината към ширината съставлява 9,66. Системата на набора е смесена: надлъжна в района на цитаделата и напречна в по краищата. Шпангоутите се крепят с шпация от 90 см. Вследствие ниския корпус, машинно-котелните отделения достигат до горната палуба, която, в резултат, се оказва единствената непрекъсната палуба на крайцерите. Батарейната и жилищната палуби фактически са платформи и са прекъснати от отсеците на енергетичната установка. На по-голямата част от корпуса има двойно дъно, преминаващо в двоен борд.
За архитектурата на крайцерите са характерни функционалността и лаконичността. Доминиращите елементи на силуета стават носовата надстройка и масивния комин. Носовата надстройка включва в себе си три нива, на които се намират ходовия мостик, щурманската рубка и бойната рубка. Ходовият мостик е от закрит тип, с плосък покрив и остъкление и има крила, не достигащи до бордовете. Намиращата се отгоре бойна рубка е увенчана с брониран командно-далекомерен пост.
Кърмовата надстройка е етаж и половина, с кърмов мостик и резервен пункт за управление на огъня. В същата надстройка се разполагат битовите помещения: камбузът, пералното, банята. Крайцерите носят по две триноги мачти, на площадките на които са разположени далекомери, прожектори и сигналното оборудване.

### Въоръжение

#### Главен калибър
Макар проектът да е разработен на базата на типа „Тренто“, да се поставят на аржентинските крайцери доста масивните 203-мм оръдия в достатъчен брой не е възможно. За това изборът пада на 190 мм калибър. 190-мм/52 оръдия са разработени от италуанската компания „Одеро-Терни“ скоро след края на Първата световна война и представляват версия на 190-мм/50 оръдия MK.IV, производство на британската компания „Викерс“, с които са въоръжени първите в света тежки крайцери тип „Хокинс“. Сведения за това оръдие са съхранени крайно малко, но италианските историци предполагат, че дадената артсистема е разработена за перспективни крайцери на италианския флот, но се оказват излишни след сключването на Вашингтонския морски договор от 1922 г., постановяващ максималният калибър на крайцерската артилерия на 203 мм. Следва да се отбележи, че освен на крайцерите от типа „Алмиранте Браун“ тези оръдия не са използвани на нито един друг кораб.
Първоначално се предлага да се въоръжат крайцерите с девет 190-мм оръдия в три триоръдейни кули. Обаче още предварителните разчети показват, че това ще доведе до недопустимо претоварване на корабите. За това се ограничават с шест оръдия в три двуоръдейни кули. Самите оръдия, по оказалата се неудачна италианска практика от онези години, имат прекомерно форсирана балистика, водеща до бързо износване на стволовете. Началната скорост на снаряда съставлява 959 м/с. Използват се два типа снаряди: бронебоен, с маса 90,9 кг и фугасен, с маса 90,05 кг. Общият боекомплект достига 120 снаряда на ствол. Максималната далечина на стрелбата при възвишение на стволовете 46° е 27 300 м.
Оръдейните кули са проектирани на основата на кулите на крайцерите от типа „Тренто“. Кулите се въртят от хидравлична трансмисия и имат ъгли на обстрел от 150° по всеки борд. Ъглите на вертикално насочване се колебаят от −7° до +45°, но зареждането на оръдията е възможно само при ъгъл от 0° до +12°. Практическата скорострелност може да достига 3,2 изстрела в минута. Самите оръдия са поставени, както и на прототипа, в обща люлка, с разстояние между осите на стволовете едва 81 см, което по опита на италианския флот трябва отрицателно да влияе на точността на стрелбата, за сметка на взаимното влияние на въздушните потоци от снарядите.

#### Универсален калибър
Към средата на 1920-те години италианският флот вече е приел на въоръжение 100-мм сдвоена универсалната установка OTO Mod. 1924 система Минизини. Обаче, по неизвестни причини, за аржентинските крайцери избират да разработят оригинална сдвоена установка, която не е поставяна на нито един друг кораб. Новата артсистема, създадена от конструкторите на OTO, се базира на 102-мм оръдие „Шнейдер-Армстронг“ образец 1918 г. и се произвежда в Италия по лиценз от компанията „Ансалдо“. Такива оръдия в сдвоени установки са въоръжение на миноносците от типа „Куртатоне“.
Артилерийската част за новата система е взета без изменения, но за използването на оръдията по въздушни цели трябва да се разработи нов лафет, осигуряващ подем на стволовете на ъгли до +80°. При това, височината на осите на цапфите достига 2 м и за зареждащите трябва да се направи специална площадка. Оръдията стрелят със снаряди с маса 13,74 кг с начална скорост 850 м/с. Хоризонталната далечина достига 15 000 м, скорострелността – 7 изстрела в минута, което се явява доста скромен показател за зенитно оръдие. Шестте сдвоени установки са поместени по бордовете, в средната част на корабите. Управлението на огъня се води с помощта на три петметрови оптични далекомера, два от които са поместени на фокмачтата, а третият на кърмовата надстройка.

#### Лек зенитен калибър
Лекият зенитен калибър на крайцерите от типа „Алмиранте Браун“ е представен от 40-мм/40 автоматични оръдия „Викерс-Терни“ образец 1917 г. Шест такива оръдия се намират на кърмовата надстройка. Оръдието представлява лицензионен вариант на британското оръдие Vickers QF 2 pounder Mark II, заради характерния звук при стрелба често наричано „Пом-пом“. Системата е приета на въоръжение от британския флот през 1915 г. и до началото на 1920-те година е най-разпространеното леко зенитно оръдие в света. „Пом-пом“ широко е представян за износ, освен това, се води и продажба на лицензи за производство.
Конструктивно оръдието представлява мащабно увеличение на картечницата на Максим. То има проста конструкция, стволът е с водно охлаждане и боеприпасите се подават за стрелба от ленени патронни ленти. Оръдието е поставяно на стойка, разполага само с ръчен механизъм за насочване и се комплектова с най-прости прицелни приспособления. Началната скорост на фугасния снаряд с маса 0,907 кг (2 фунта) е едва 610 м/с, което осигурява доста скромните показатели по досегаемост, особено по височина. Техническата скорострелност съставлява 200 изстрела в минута, практическата не надминава 90. Италианската версия се отличава от оригинала само с пълнителното подаване вместо лентъчното, което до известна степен повишава надеждността на подаване на патроните. Цилиндричният пълнител събира 50 патрона. Към края на 1930-те години този автомат вече е безнадеждно остарял.

#### Торпедно въоръжение
Торпедното въоръжение на крайцерите е представено от два 533-мм тритръбни торпедни апарата, които се намират на горната палуба, перпендикулярно на борда. Дължината на апаратите не позволява да се поставят симетрично и те са разположени с изместване по отношение един на друг. В борда са направени специални портове, през които се показват тръбите на апаратите. Те стрелят с италианските торпеда SI образец 1925 г. Торпедото има обща маса 1781 кг, носи 250 кг взривно вещество и може да измине 4000 м на скорост 42 възела, или 10 000 м на скорост 24 възела. Освен торпедата в самите апарати, има още по три резервни, съхраняващи се недалеч.
Тъй като апаратите не се завъртат, прицелването им е възможно само с поставянето на жироскопи или меренето трябва да става със самия кораб. Опитът от бойните действия на италианските крайцери, въоръжени по подобен начин, показва, че използването на такива способи се явява практически нереалност в морския бой. В крайна сметка торпедното въоръжение на крайцерите от типа „Алмиранте Браун“ може да се счита за фактически безполезен и опасен за самите носители товар.

#### Авиационно въоръжение
Военноморската теория от междувоенния период изисква снабдяването на големите артилерийски кораби с хидросамолети с катапултен старт. Крайцерите от типа „Алмиранте Браун“ също получават възможност да носят самолети. Изначално поместването на авиационното въоръжение напълно повтаря типа „Тренто“. Пневматичният катапулт е поставен в носовата част, пред кулите на главния калибър, с подпалубен хангар под него. За извличането на самолетите от хангара се използва сгъваем кран, който в походно положение се поставя на палубата. Макар теоретично подобно разпределение на оборудването да е изгодно от гледна точка удобство за излитане на самолетите, практиката показва, че експлоатацията на носовия катапулт е съпроводена с много трудности. Самолетът, поставен на катапулта, е заливан от водата, а той самия пречи на стрелбата. В резултат, към средата на 1930-те години, носовия катапулт е свален и заменен с обикновен, въртящ се, поставен в средната част на кораба.
Що се касае до самите хидросамолети, то първоначално крайцерите носят по два поплавкови биплана Vought V-65F Corsair американско производство. През 1937 г. те са заменени със закупените от САЩ самолети-амфибии Grumman JF Duck. Обаче тези машини не преминават през люковете на хангара и трябва постоянно да са на катапулта. Формално крайцерите могат да носят по два такива самолета, но фактически имат само по един.

### Брониране
Броневата защита на крайцерите от типа „Вейнтисинко де Майо“ става подобие на използваната на типа „Тренто“. Нейна основа става бордовия брониран пояс с дебелина 70 мм. Той се простира от барбета на носовата кула на главния калибър до барбета на кърмовата. Неговата дължина съставлява 108,5 м, височината – 2,6 м. При това, при нормална водоизместимост, под водата се намират едва 0,6 м броня и 1 м при пълна водоизместимост, което не дава надеждна защита при попадения с недолитане. Над главния пояс има 25-мм противоосколъчен, с височина също 2,6 м. Без да дава сериозна защита, той, според мнението на конструкторите, ще принуждава противника да използва само бронебойни снаряди, което трябва да снижи мащаба на разрушенията при попадение.
Главният броневи пояс се затваря от траверси, с дебелина от 40 до 60 мм. Отгоре на главния пояс се намира плоската 25-мм бронирана палуба. Нейната дебелина е съвсем недостатъчна и не дава сериозна защита от снаряди дори на големи дистанции. Кулите на главния калибър и барбетите на кулите са защитени от тънка 50-мм броня от всички страни. Бойната рубка, командно-далекомерният пост и комуникационната тръба между бойната рубка и броневата палуба имат 65-мм брониране. Като цяло, броневата защита примерно съответства на стандартите на първото поколение тежки крайцери и частично защитава само от огъня на леки крайцери и разрушители, съвсем не давайки защита от огъня на оръдия, аналогични на собствените.

### Енергетична установка
Енергетичната установка на крайцерите е разположена по линейна схема. Двата турбозъбчати агрегат система Парсънс има номинална мощност 85 000 к.с. при налягане в котлите 21 атм. Турбините се захранват с пара от шест водотръбни котела система Яроу. При номинална мощност формулярната скорост съставлява 32 възела. На изпитанията „Вейнтисинко де Майо“ се ускорява до 32,5 възела при форсиране на турбините до мощност 116 000 к.с. Движението се осигурява от два трилопастни винта, с диаметър 4,06 м.
Тъй като аржентинските крайцери са предназначени за операции в океана, конструкторите се стараят да дадат солидна далечина на плаване. Горивото се съхранява в носови и кърмови цистерни, междудънното пространство и отсеците на двойния борд. Неговият общ запас съставлява 1800 тона, при максимално натоварване – 2300 тона. Този показател примерно съответства на по-големия „Тренто“, но доста по-малката мощност на турбините дава далечина 8030 мили при скорост 14 възела. Някои източници дават цифрата 7300 мили или 12 000 мили при същата скорост.

### Мореходност
Италианските стандарти по корабостроене предвиждат създаването на кораби за условията на Средиземно море, което предполага сравнително невисоки изисквания към мореходността. Във връзка с това, крайцерите от типа „Вейнтисинко де Майо“ получават нисък надводен борд, височината на който даже на носа не надвишава 6,5 м. Обаче експлоатацията на крайцерите в Южния Атлантик продемонстрира тяхната явно недостатъчна за океана мореходност. В свежо време носовата част на крайцерите силно е заливана с вода, която прониква в помещенията под полубака и в надстройките. Неголямата метацентрична височина предизвиква силно бордово люлеене. Ситуацията особено се влошава след модернизацията, която увеличава високото тегло. Така, мореходните качества на крайцерите от типа „Алмиранте Браун“ се оказват доста ниски и създават сериозни проблеми при океанските походи.

### Екипаж и обитаемост
Екипажът на крайцерите от типа „Вейнтисинко де Майо“ първоначално наброява 600 души. Настаняването им е традиционното за началото на XX век. Офицерите разполагат с каюти в кърмовата част на корабите, подофицерите са в каюти в носовата част. Редовият състав няма нито кубрици, нито постоянни спални места и разполага само с хамаци, които са окачени по целия кораб и се прибират за през деня в специални шкафове. Такова разположение на екипажа не отговаря на стандартите на междувоенния период и изглежда анахронизъм на фона на водещите флотове. Броят на жилищните помещения се увеличава след преноса на катапулта на мидъла, което дава възможност да се помести част от екипажа в бившия носов хангар. Обаче към това време числеността на екипажа нараства до 780 души и качеството на обитаемост си остава неудовлетворително.

### Модернизации
Не бидейки задействани във войната, аржентинските крайцери са подлагани само на незначителни модернизации. През 1949 г. на корабите поставят навигационен радиолокатор британско производство, тип 268. Също след Втората световна война са усъвършенствани зенитните средства. През 1947 г. вместо съвсем остарелите автомати „Викерс-Терни“ са поставени четири сдвоени 40-мм установки „Бофорс“. Към 1956 г. безнадеждно са остарели и универсалните 102-мм оръдия. Те са заменени с „Бофорси“, като общия брой 40-мм автомата достига 20. За управлението на техния огън са поставени ПУАЗО американско производство.

## История на службата
|                       | заложен             | спуснат             | влиза в строй  | списан          |
| --------------------- | ------------------- | ------------------- | -------------- | --------------- |
| „Алмиранте Браун“     | 12 ноември 1927 г.  | 28 октомври 1929 г. | 18 юли 1931 г. | 27 юни 1961 г.  |
| „Вейнтисинко де Майо“ | 29 декември 1927 г. | 11 август 1929 г.   | 11 юли 1931 г. | 24 март 1960 г. |

### „Алмиранте Браун“
„Алмиранте Браун“ (на испански: ARA Almirante Brown (C-1)) е наречен в чест на националния герой на Аржентина и става третия аржентински боен кораб с това име. Адмирал Уилям Браун (1777 – 1857 г.), ирландец по произход, считан за основател на военния флот на страната. Девизът на крайцера става цитат на Браун: „Потъни, но не сваляй флага!“ (на испански: Irse a pique antes que render!).
Аржентинският флаг е вдигнат на „Алмиранте Браун“ на 5 юли 1931 г., когато крайцерът още е в Италия. На 27 юли „Алмиранте Браун“ заедно с „Вейнтисинко де Майо“ тръгва към Аржентина, където двата кораба пристигат на 15 септември 1931 г. На 16 септември „Алмиранте Браун“ е официално включен в състава на ВМС на Аржентина и става флагман на дивизията крайцери. „Алмиранте Браун“, както и неговия систершип, участва във всички учения на флота, регулярно демонстрира военноморската мощ на страната на паради в Буенос Айрес. В периода януари – февруари 1937 г. корабът извършва поход в Тихия океан, където посещава портовете на Валпараисо и Каляо. През същата година крайцерът има официална визита в Рио де Жанейро, доставяйки там президента на Аржентина Агустин Хусто.
През февруари 1938 г. „Алмиранте Браун“ участва в тържествата по случай встъпването в длъжност на президента на Аржентина Роберто Ортис. В периода ноември – декември крайцерът извършва плаване до Лима, доставяйки там министъра на външните работи на страната Хосе Кантило. През август 1939 г. „Алмиранте Браун“ е в Монтевидео, доставяйки там президента на Уругвай Алфредо Балдомиро. При това корабът, както и преди, взема активно участие във всички учения и маневри на флота. По време на поредните учения при Огнена Земя, крайцерът става участник в най-трагичния инцидент в аржентинския флот. На 3 октомври 1941 г., в условията на гъста мъгла, „Алмиранте Браун“ се врязва в разрушителя „Кориентес“ (на испански: ARA Corrientes (T-8)) от типа „Буенос Айрес“ Ударът е в средната част, след което разрушителят се пречупва на две и потъва. Практически веднага в кърмата на крайцера се врязва линкорът „Ривадавия“. „Алмиранте Браун“ получава тежки повреди, но остава на вода благодарение на умелите и решителни действия на екипажа и на свой ход достига базата на флота Пуерто Белграно. Ремонтът на кораба продължава над три месеца.
През октомври 1942 г. „Алмиранте Браун“ в състава на дивизия крайцери е в Чили, където участва в отбелязването на столетие от деня на смъртта на Бернардо О’Хигинс. В края на 1942 г. корабът влиза за основен ремонт, който продължава над година. В действащия състав на флота „Алмиранте Браун“ се връща в началото на 1944 г. На 27 март 1945 г. Аржентина обявява война на Германия и Япония, и през юли крайцерът безуспешно издирва германските подводни лодки, останали в Южния Атлантик след капитулацията на Германия.
През 1946 г. крайцерът посещава Валпараисо, а след това участва в тържествата по повод инавгурацията на Хуан Перон. През 1947 г. и 1948 г. „Алмиранте Браун“ участва в ученията на флота при бреговете на Антарктида. През 1949 г. крайцера прави визита на добра воля в Ню Йорк, посещавайки на обратния си път Тринидад. През 1951 г., във връзка с покупката в САЩ на леки крайцери от типа „Бруклин“, „Алмиранте Браун“ е преведен във 2-ра дивизия крайцери. От 1952 г. корабът е изведен в резерва и стои в Пуерто Белграно с минимален екипаж. Независимо от това моряците съумяват да изведат своя кораб в океана в хода на въстанието от 16 септември 1955 г., свалило диктатурата на Перон.
През 1956 г. – 1957 г. „Алмиранте Браун“ извършва учебни плавания с кадети на борда. След 1957 г. той вече рядко излиза от базата. През 1959 г. отново е изваден в резерва, а през 1960 г. напълно е разоръжен. „Алмиранте Браун“ е отписан от флота на 27 юни 1961 г., а на 2 март 1962 г. е продаден на търг на италианска фирма за метал. Корабът, през същата година, е отбуксиран в Италия където и е разкомплектован.

### „Вейнтисинко де Майо“
„Вейнтисинко де Майо“ (25 май) (на испански: ARA Veinticinco de Mayo (C-2)) получава своето име в чест на деня на началото на Майската революция – 25 май 1810 г. Тази дата се отбелязва в страната като национален празник. Крайцерът става 11-я в историята на аржентинския флот кораб с това име, като за пръв път то е носено от флагмана на адмирал Браун. Девизът на кораба е: „Кълнем се да умрем със слава!“ (на испански: Juremos con Gloria Morir!).
Също като на „Алмиранте Браун“, аржентинският флаг е вдигнат над кораба на 5 юли 1931 г., а на 15 септември 1931 г. двата крайцера пристигат в Аржентина. По-голямата част от кариерите си „Алмиранте Браун“ и „Вейнтисинко де Майо“ действат заедно, участвайки в учения на флота и посещавайки съседните страни. През юни 1935 г. „Вейнтисинко де Майо“ доставя в Рио де Жанейро канцлера на Бразилия Жозе Мачедо Соареш.
Скоро след началото на Гражданската война в Испания, „Вейнтисинко де Майо“ е изпратен към бреговете на тази страна за защита на аржентинските граждани. Крайцерът отплава от Пуерто Белграно на 8 август 1936 г. и на 22 август пристига в Аликанте. Тук екипажът на кораба оказва значителна хуманитарна помощ както на аржентинците, така и на гражданите на Испания. Именно в Аликанте „Вейнтисинко де Майо“ влиза в бой за пръв и последен път. В края на октомври 1936 г. над порта извършва нападение авиацията на франкистите и аржентинският кораб открива зенитен огън за самозащита. При това той непреднамерено прикрива и стоящият наблизо съветски транспорт „Курск“, който доставя на републиканците товар изтребители И-16 и авиобомби. „Вейнтисинко де Майо“ се връща в Аржентина на 14 декември 1936 г.
В периода януари—февруари 1937 г. „Вейнтисинко де Майо“, заедно с други аржентински кораби, извършва поход във водите на Тихия океан, посещавайки Валпараисо и Каляо. Заедно със систършипа той, през същата година, посещава Рио де Жанейро. В началото на 1938 г. „Вейнтисинко де Майо“ посещава Монтевидео. Още веднъж крайцерът посещава столицата на Уругвай през 1940 г. В течение на всичките тези години „Вейнтисинко де Майо“ участва във всички учения на флота. През февруари 1944 г. корабът е поставен за основен ремонт, който завършва в началото на 1945 г. На изпитанията след ремонта корабът успява да развие скорост 32 възела. През май 1945 г. „Вейнтисинко де Майо“ осъществява безуспешно търсене на германски подводни лодки при бреговете на Аржентина. След покупката на американски крайцери активността на корабите от типа „Алмиранте Браун“ рязко се понижава. Макар те все още да имат участия в редица учения на флота, през 1954 г. „Вейнтисинко де Майо“ е разоръжен, а неговият екипаж е преведен на „Алмиранте Браун“. Обаче към средата на 1955 г. крайцерът отново е приведен в боеспособно състояние и извършва учебен поход с курсанти. В периода 1957 – 1958 г. „Вейнтисинко де Майо“ крайно рядко излиза в морето, а през 1959 г. е изваден в резерва. На 24 март 1960 г. корабът е отписан и през 1962 г. е продаден за скрап в Италия. На 2 март 1962 г. „Вейнтисинко де Майо“ напуска Аржентина и отплава за разкомплектоване.

## Оценка на проекта
Аржентинският проект се създава под влияние на специфични изисквания и има крайно малко аналози във флотите на другите страни. На предела на 1920—1930-те години всички велики морски държави се стремят към създаването на тежки крайцери с максималната водоизместимост, разрешена от Вашингтонския договор. За това „Алмиранте Браун“ може да се съпоставя само с няколкото нестандартни тежки крайцери на другите флотове. Най-близки по своите характеристики към аржентинските крайцери са британският тип „Йорк“, а също и японските „Фурутака“ и „Аоба“.
Британските тежки крайцери от типа „Йорк“ представляват експериментален проект, известен като крайцер тип „B“, разработен в периода 1925 – 1926 г. като отговор на неудовлетворителната бронева защита на тежките крайцери от типа „Каунти“. Освен това, е поставена задачата да се създаде по-малък по размери и по цена кораб, тъй като в условията на ограничен военен бюджет, Кралския флот не може да си позволи масовото строителство на крайцери по 2 млн. фунта стерлинги всеки. С последната задача проектантите действително се справят – „Йорк“ и неговият систършип „Ексетър“ струват на хазната по 1,6 млн. фунта.
С останалите поставени изисквания нещата стоят доста по-лошо. С едва шест 203-мм оръдия, типът „Йорк“ е видимо по-слаб от типичния „вашингтонски“ крайцер, но същественото подобряване на броневата защита също не е успешно. Икономисаната водоизместимост стига само за тънък бордови пояс в района на енергетичната установка. Погребите за боеприпаси получават традиционната за британските тежки крайцери локална защита със солидна дебелина. Зенитното въоръжение на „йорковете“ е откровено слабо. „Йорк“ (HMS York (90)) и „Ексетър“ (HMS Exeter (68)) попълват британския флот в периода 1930 – 1931 г. и стават последните тежки крайцери на Кралския флот. Надеждите на британските адмирали да създадат нов международен стандарт в класа на тежките крайцери не се оправдават и типът „Йорк“ се смята за малоудачен проект, макар доблестните действия на крайцера „Ексетър“ в хода на Втората световна война позволяват да се смекчи тази оценка.
Първите японски тежки крайцери започват да се разработват още в годините на Първата световна война, като проекта се разглежда като крайцер скаут, предназначен за водене на далечно разузнаване в интересите на главните сили на флота. Последващото проектиране върви със съобразяване с най-новите типове крайцери на вероятните противници, в частност, американските леки крайцери от типа „Омаха“ и британските тежки крайцери от типа „Хокинс“. Желаейки да надминат тези кораби, японците решават да ги въоръжат с най-новите 200-мм оръдия, разположени в еднооръдейни кули пирамидално в носа и кърмата на крайцерите. Шестте такива оръдия трябва да осигурят решаващо превъзходство по огнева мощ. Предвижда се и скорост от 35 възела и прилично брониране при минималната възможна водоизместимост.
Проектът е окончателно готов още преди подписването на Вашингтонския договор. Дваата крайцера от типа „Фурутака“ са заложени през 1922 г. Без да дочака даже спускането им на вода, японският флот поръчва още двете единици на типа „Аоба“. От предшествениците този проект се отличава, главно, с по-традиционното разположение на артилерията в двеоръдейни кули по линейно-терасовидната схема. Също както и типа „Фурутака“ те носят мощно торпедно въоръжение. При влизането в периода 1926 – 1927 г. в строй на всичките четири единици се изявява тяхното огромно строително претоварване. Макар да са приети мерки за отстраняване на изяснените недостатъци, а през втората половина на 1930-те години тези крайцери да преминават през обширна модернизация, с поставянето на нова артилерия, командването на флота счита и „Фурутака“ и „Аоба“ за неудачни типове кораби и впоследствие преминава към строителството на пълноценните „вашингтонски“ крайцери от типа „Миоко“.
| Сравнителни ТТХ на „Вейнтисинко де Майо“ и неговите чуждестранни аналози | Сравнителни ТТХ на „Вейнтисинко де Майо“ и неговите чуждестранни аналози | Сравнителни ТТХ на „Вейнтисинко де Майо“ и неговите чуждестранни аналози | Сравнителни ТТХ на „Вейнтисинко де Майо“ и неговите чуждестранни аналози | Сравнителни ТТХ на „Вейнтисинко де Майо“ и неговите чуждестранни аналози | Сравнителни ТТХ на „Вейнтисинко де Майо“ и неговите чуждестранни аналози |
| Основни елементи                                                         | Аржентина „Вейнтисинко де Майо“                                          | Япония „Фурутака“                                                        | Япония„Аоба“                                                             | Великобритания „Йорк“                                                    |                                                                          |
| ------------------------------------------------------------------------ | ------------------------------------------------------------------------ | ------------------------------------------------------------------------ | ------------------------------------------------------------------------ | ------------------------------------------------------------------------ | ------------------------------------------------------------------------ |
| Водоизместимост, стандартна/пълна, т                                     | 6800/9000                                                                | 8700/11 273 – 11 275                                                     | 9088/11 660                                                              | 8250 – 8390/10 350 – 10 490                                              |                                                                          |
| Енергетична установка, к.с.                                              | 85 000                                                                   | 103 400                                                                  | 110 000                                                                  | 80 000                                                                   |                                                                          |
| Максимална скорост, възела                                               | 32                                                                       | 33                                                                       | 33                                                                       | 32 – 32,25                                                               |                                                                          |
| Далечина на плаване, мили на скорост, възела                             | 8030 (14)                                                                | 7900 (14)                                                                | 8223 (14)                                                                | 10 000 (14)                                                              |                                                                          |
| Артилерия на главния калибър                                             | 3×2 – 190-мм                                                             | 3×2 – 203-мм                                                             | 3×2 – 203-мм                                                             | 3×2 – 203-мм                                                             |                                                                          |
| Универсална артилерия                                                    | 6×2 – 102-мм                                                             | 4×1 – 120-мм                                                             | 4×1 – 120-мм                                                             | 4×1 – 102-мм                                                             |                                                                          |
| Лека зенитна артилерия                                                   | 6×1 – 40-мм                                                              | 4×2 – 25-мм, 2×2 – 13,2-мм                                               | 4×2 – 25-мм, 2×2 – 13,2-мм                                               | 4×1 – 40-мм, 2×4 – 12,7-мм                                               |                                                                          |
| Торпедно въоръжение                                                      | 2×3 – 533-мм ТА                                                          | 2×4 – 610-мм ТА                                                          | 2×4 – 610-мм ТА                                                          | 2×3 – 533-мм ТА                                                          |                                                                          |
| Брониране, мм                                                            | Борд – 70, палуба – 25, кули – 50, рубка – 65                            | Борд – 76, палуба – 32 – 35, кули – 25                                   | Борд – 76, палуба – 32 – 35, кули – 25                                   | Борд – 76, палуба – 37, кули – 25, погреби – 76 – 140                    |                                                                          |
| Екипаж, души                                                             | 780                                                                      | 639                                                                      | 657                                                                      | 628                                                                      |                                                                          |

От приведената по-горе таблица се вижда, че аржентинските крайцери осезаемо отстъпват по бойна мощ даже на най-слабите от тежките крайцери на другите страни. Съпоставката им с пълноценните „вашингтонски“ крайцери се оказва вече съвсем не в полза на крайцерите „Алмиранте Браун“. Ситуацията се обостря с характерните за италианската корабостроителна школа недостатъци. Корпусните конструкции на корабите се оказват крeхки, самите крайцери са претоварени от въоръжение и оборудване, механизмите се показват като недостатъчно надеждни. Мореходността е недостатъчна за океански плавания. Артилерията на главния калибър не е проверена в реален бой, но по опита на използването на аналогичните арт-системи в италианския флот, следва да се предположи, че тя би била малоефективна. В англоезичната военноморска литература проектът „Вейнтисинко де Майо“ е подложен на рязка критика и се оценява като съвършено неудовлетворителен.
Обаче флотите на латиноамериканските страни живеят според собствените си стандарти. Възможността от война с великите морски държавi не се разглежда сериозно, потенциалните противници са съседите по континент. И в този контекст крайцерите от типа „Алмиранте Браун“ изглеждат съвсем иначе. На фона на крацерските сили на Бразилия и Чили, изглеждащи към началото на 1930-те години като плаващ музей, аржентинските крайцери изглеждат непреодолима сила. Те могат поне теоретично да догонят и да унищожат всеки бразилски или чилийски крайцер и при това с лекота да избягат на линкорите в тези флотове. В резултат крайцерите от типа „Алмиранте Браун“ дават на аржентинския флот неоспоримо преимущество над потенциалните противници и несъмнено са довели до определени политически дивиденти. Независимо от чуждестранната критика, самите аржентински моряци ценят своите кораби, гордеят се тях и ги считат за напълно успешни.

## Коментари
1. ↑  Префиксът „ARA“ е от на испански: Armada de la República Argentina (Кораб на ВМС на Аржентина).